# König des Dschungels
König des Dschungels ist ein US-amerikanischer Abenteuerfilm aus dem Jahr 1949 von William Berke. Produziert von der Sam Katzman Corp. ist er der zweite von 16 Filmen, die auf dem Comicstrip Jungle Jim von Alex Raymond, der ab 1934 veröffentlicht wurde, basieren. Die Hauptrollen spielten Johnny Weissmüller und Myrna Dell.

## Handlung
Li Wanna will Jungle Jim um Hilfe bitten, doch sie wird von zwei Seeleuten verfolgt, die sich erhoffen, durch sie zu der legendären Stadt Dzamm geführt zu werden. Die Männer werden von einem Löwen angefallen und getötet, Li Wanna wird von Jim gerettet. Zusammen machen sie sich auf den Weg nach Dzamm. Li Wannas Vater Zoron erklärt Jim, dass Abenteurer die friedliche Stadt bedrohen. Sie sind hinter den Diamanten her, mit denen die Einwohner ihre religiösen Reliquien schmücken. Zoron übergibt Jim einen Beutel mit Diamanten. Mit ihnen soll Jim Frieden für Dzamm erkaufen.
Eine Gruppe Abenteurer wird von Calhoun und Captain Rawlins angeführt. Li Wannas Bruder Chot ist in Calhouns Nichte Norina verliebt, der er einige Diamanten geschenkt hat. Chot warnt Norina und Calhoun, dass Jim auf dem Weg zur Küste ist. Als Chot die Küstenstadt verlässt, um nach Dzamm zurückzukehren, wird er von Calhoun verfolgt. Der wird durch eine List von Jim abgelenkt, so dass Chot unentdeckt bleibt.
In der Küstenstadt bleibt Jims Friedensangebot erfolglos. Zur gleichen Zeit wird Chot dazu verurteilt, Dzamm nicht mehr zu verlassen. Die besorgte Li Wanna macht sich auf die Suche nach Jim. Calhoun belauscht ein Gespräch zwischen Jim und Norina. Seine Nichte bittet Jim, ihr zur Flucht zu verhelfen. Wütend tötet er Norina. Später nehmen Calhoun und Rawlins Li Wanna gefangen und bringen sie auf Rawlins Schiff. Jim schwimmt zum Schiff und befreit Li Wanna, die jedoch, als Jim mit einem Hai kämpft, wieder von Calhoun eingefangen wird. Jim wird gezwungen, die Abenteurer nach Dzamm zu führen. Dschungeltiere, angeführt von einem Gorilla, dem Jim das Leben gerettet hat, greifen die Abenteurer an. Bei dem Kampf kommt Chot ums Leben. Die Abenteurer werden besiegt, Jim kehrt in den Dschungel zurück.

## Hintergrund
Gedreht wurde der Film vom 8. bis zum 20. September 1948 in Palos Verdes und auf der Movie Ranch von Ray Corrigan im Simi Valley.
Zwischen 1948 und 1955 entstanden 16 Filme für die Reihe, alle mit Johnny Weissmüller in der Hauptrolle. Die Reihe begann für ihn direkt im Anschluss nach seinem letzten Tarzanfilm Tarzan in Gefahr.
Russell Malmgren war der verantwortliche Toningenieur. In einer im Abspann nicht erwähnten Nebenrolle trat George DeNormand auf. Ray Corrigan hatte einen Auftritt im Gorillakostüm. In der Originalfassung sprach Holmes Herbert die Einleitung.

## Veröffentlichung
Die Premiere des Films fand am 1. Mai 1949 statt. In der Bundesrepublik Deutschland kam er im Januar 1950 in die Kinos.

## Kritiken
Das Lexikon des internationalen Films schrieb: „Naiver B-Abenteuerfilm.“
In einer Vorabkritik beschrieb die Variety den Film als einen actiongeladenen Beitrag, der jugendliche Zuschauer unterhalten werde.